# Schizopelma masculinum
Schizopelma masculinum é uma espécie de aranha pertencente à família Theraphosidae (tarântulas).